# Costruzione assistita
La costruzione assistita è un genere di realizzazione edile dove, con il supporto di professionisti dell'edilizia, i futuri proprietari dello stabile fattivamente realizzano da sé l'opera.
Per poter cominciare a operare in costruzione assistita è necessario affidarsi ad un team di esperti del settore: ingegneri, termotecnici, geometri, muratori, elettricisti, idraulici, paesaggisti, architetti etc. Questi professionisti possono seguire i costruttori in tutte le opere necessarie dalla burocrazia iniziale, alle fasi realizzative contribuendo direttamente alla realizzazione dell'opera.
La differenza con l'autocostruzione sta proprio nell'aiuto fattivo in cantiere dei tutor ai quali ci si è affidati.
La costruzione assistita può procurare un notevole vantaggio economico, nella realizzazione di uno stabile, in quanto il lavoro degli autocostruttori non viene conteggiato nel bilancio dell'opera.
Per poter cominciare un lavoro in costruzione assistita è necessario costituire un soggetto che abbia personalità giuridica (una cooperativa, di solito) o entrare in uno già esistente che abbia come scopo tale servizio.
Attualmente (anni 2010), la normativa italiana non contiene norme per regolare questo modo di costruire.